# Мальня
Мальня (пол. Malnia) — село в Польщі, у гміні Ґоґолін Крапковицького повіту Опольського воєводства.
Населення — 691 особа (2011).

## Демографія
Демографічна структура станом на 31 березня 2011 року:
|          | Загалом | Допрацездатний вік | Працездатний вік | Постпрацездатний вік |
| -------- | ------- | ------------------ | ---------------- | -------------------- |
| Чоловіки | 321     | 51                 | 226              | 44                   |
| Жінки    | 370     | 58                 | 227              | 85                   |
| Разом    | 691     | 109                | 453              | 129                  |